# Geistown, Pennsylvania
Geistown, Pennsylvania (енгл. Geistown) град је у америчкој савезној држави Пенсилванија.

## Демографија
По попису из 2010. године број становника је 2.467, што је 88 (-3,4%) становника мање него 2000. године.
| Група             | 2000.         | 2010.         |
| Белци             | 2.492 (97,5%) | 2.390 (96,9%) |
| Афроамериканци    | 10 (0,4%)     | 12 (0,5%)     |
| Азијати           | 35 (1,4%)     | 36 (1,5%)     |
| Хиспаноамериканци | 8 (0,3%)      | 17 (0,7%)     |
| Укупно            | 2.555         | 2.467         |